# Vergaservereisung
Als Vergaservereisung (engl. carburetor icing) bezeichnet man die Ablagerung von Eis im Ansaugkanal des Vergasers eines Benzinmotors. Eine solche Ablagerung beeinträchtigt die Funktion des Motors erheblich. Dem Phänomen ist besonders beim Betrieb von Flugzeugmotoren Beachtung zu schenken.

## Entstehung und Bedingungen
Im Vergaser strömt die angesaugte Luft durch die Drosselklappe. Dort wird sie beschleunigt (Venturi-Effekt), wobei ein Unterdruck entsteht, was zu einer Abkühlung der Luft führt. Vor der Drosselklappe strömt die angesaugte Luft durch die Benzinmischdüse, welche einen ähnlichen Effekt erzeugt. Zusätzlich benötigt der Wechsel des Aggregatzustandes des Treibstoffs von flüssig zu gasförmig – das „Vergasen“ (technisch eher ein Verdampfen bzw. Verdunsten) – Wärmeenergie, die der Umgebung – also der bereits abgekühlten Luft – entzogen wird, wodurch diese sich weiter abkühlt. In der Ansaugluft enthaltener Wasserdampf kann durch diese Abkühlung zu flüssigen Nebeltröpfchen kondensieren, bis unter den Gefrierpunkt unterkühlt werden und beim Berühren der Wandung des Ansaugkanals zu Eis erstarren.
Dieser Vorgang läuft typisch bei Außenlufttemperaturen (engl. outside air temperature – OAT) von ca. −5 bis +15 °C ab und wird durch hohe relative Luftfeuchtigkeit gefördert. Denn einerseits muss die Frischluft kühl genug sein, um durch die typische Temperaturspanne der Abkühlung – abhängig vom Betriebszustand des Motors ca. 10–20 °C – den Gefrierpunkt zu unterschreiten um überhaupt Eis bilden zu können (Sublimieren). Ist die Umgebungstemperatur weit unter dem Gefrierpunkt, so enthält sie – absolut betrachtet – nur wenig Wasserdampf, der überdies eher gleich in fester Form als kleine Schneekristalle ausfällt.

## Vergaservereisung bei Flugzeugmotoren
Wenn der Vergaser beim Durchfliegen von Luftschichten mit entsprechenden Gegebenheiten nicht gewärmt wird, kann es zur Vergaservereisung kommen. Dadurch bemerkt man zunächst einen Leistungsabfall, auf Grund des fetter werdenden Gemisches, bedingt durch die Verengung des Ansaugkanals. Spätestens in diesem Moment muss die Vergaservorwärmung aktiviert werden. Der Pilot wird aber oft durch ein im Flugzeug verbautes Vergaserthermometer, bei dem häufig der Temperaturbereich mit höchstem Vergaservereisungsrisiko markiert ist, gewarnt. Manche Flugzeugmuster verfügen über einen Auswahlschalter, mit dem auf alternative Vergaserluftzufuhr (engl. engine alternate air) umgeschaltet werden kann (z. B. Maule M7 260C). Werden solche Maßnahmen nicht rechtzeitig ergriffen, kommt es mit hoher Wahrscheinlichkeit zum Triebwerksausfall.